# Unit Records
Unit Records is een Zwitsers platenlabel voor jazz, Het werd in 1983 opgericht door de Zwitserse jazzmusici Jürg Solothurnmann, Hans Kennel, Paul Haag en Urs Blöchlinger die een platform wilden voor innovatieve musici uit de Duits-zwitserse 'jazzscene'. Ze hadden een label voor ogen als Plainisphare, dat musici uit Romandië ondersteunde.
Er verschenen na de oprichting platen van verschillende projecten van de oprichters, zoals de Alpine Jazz Herd, de groep Uepsilon en de Jazz Community. Unit concentreerde zich in het bijzonder op wat zij zagen als 'New Jazz', zoals muziek die in Zürich in de 'Werkstatt für improvisierte Musik' ontstond.
In 1991 nam de latere directeur van het label Pro Helvetia, Pius Knüsel, de leiding van Unit Records. In 1996 werd hij opgevolgd door drummer Lucas Niggli. Hierna werd het geleid door het Schweizer Musik Syndikat. In 2005 nam de toenmalige groep van de gitarist Harald Haerter het label over.
Unit Records brengt ook muziek van internationale artiesten uit. Enkele namen van musici en bands die op het label uitkwamen: Christine Corvisier, Wädi Gysi, Leonhard Huhn, Claudio Puntin, Hilaria Kramer, Colin Vallon, Braff/Oester/Rohrer, Jean-Paul Brodbeck, Larry Porter Christophe Schweizer en de groepen VEIN en Rusconi.